# Paralacydes ceramensis
Paralacydes ceramensis là một loài bướm đêm thuộc phân họ Arctiinae, họ Erebidae.